# Giuseppe Marciante
Giuseppe Marciante (né le 16 juin 1951 à Catane en Italie) est un prélat catholique italien, et évêque de Cefalù, en Sicile depuis 2018 après avoir été pendant près de 9 ans évêque auxiliaire de Rome. 

## Biographie
Giuseppe Marciante est né le 16 juin 1951 à Catane dans la province éponyme en Italie. Après avoir réalisé ses études théologies et philosophiques à l'institut théologique de Catane, il a ensuite effectué une licence de Missiologie à l'Université pontificale grégorienne. Il est alors ordonné prêtre pour l'archidiocèse de Catane le 5 octobre 1980. Il est incardiné au diocèse de Rome le 1er juillet 1993. En 1995, il est nommé préfet de la 12e préfecture du diocèse, et en 2008 il rejoint le collège des consulteurs et du conseil presbytéral diocésain.
Il est nommé chapelain de Sa Sainteté en octobre 2001 par le pape Jean-Paul II.
Le lundi 1er juin 2009, le cardinal Agostino Vallini annonce sa nomination par le pape Benoît XVI comme évêque auxiliaire du diocèse de Rome avec le siège titulaire de Thagora (de). Il est consacré en la Basilique Saint-Jean-de-Latran par le cardinal-vicaire Agostino Vallini le 11 juillet 2009.
Le 16 février 2018 il est nommé évêque de Cefalù, en Sicile.